# John Palmer Usher
John Palmer Usher, född 16 januari 1816 i Brookfield, New York, död 13 april 1889 i Philadelphia, Pennsylvania, var en amerikansk republikansk politiker. Han tjänstgjorde som USA:s inrikesminister 1863-1865.
Usher flyttade 1839 till Terre Haute och arbetade som advokat i Indiana. Han var delstatens justitieminister (Indiana Attorney General) 1861-1862. USA:s inrikesminister Caleb Blood Smith avgick den 31 december 1862. Usher tillträdde som ny inrikesminister i Regeringen Lincoln den 1 januari 1863.
Under 1864 växte trycktet mot Abraham Lincoln att byta ut Usher mot en politiker av större kaliber. Usher hade inte särskilt många kontakter i Washington, D.C. men han räknade med att Lincoln ville ha en minister i sin regering från delstaten Indiana. Då en annan Indianapolitiker, Hugh McCulloch, tillträdde som finansminister i mars 1865, var Lincoln beredd att byta ut Usher. President Lincoln hann bli mördad före Usher hann lämna sitt ämbete. James Harlan från Iowa efterträdde Usher i maj 1865 och så hade det första ministerbytet under Andrew Johnson skett.
Usher avled i cancer i april 1889 och gravsattes på Oak Hill Cemetery i Lawrence, Kansas.